# Dodge Power Wagon
Dodge Power Wagon (WDX) — среднетоннажный грузовой автомобиль, выпускаемый компанией Dodge с 1945 по 1980 год. С 2005 года автомобиль производился под индексом Dodge Ram 2500. 
Гражданские автомобили Power Wagon (FFPW) производились на базе Dodge WC. Автомобиль Dodge Power Wagon является первым полноприводным среднетоннажным автомобилем, являющимся гражданской продукцией. До 1960 года автомобиль производился под индексом T137. 
К окончанию производства было выпущено 95145 моделей. 

## Галерея

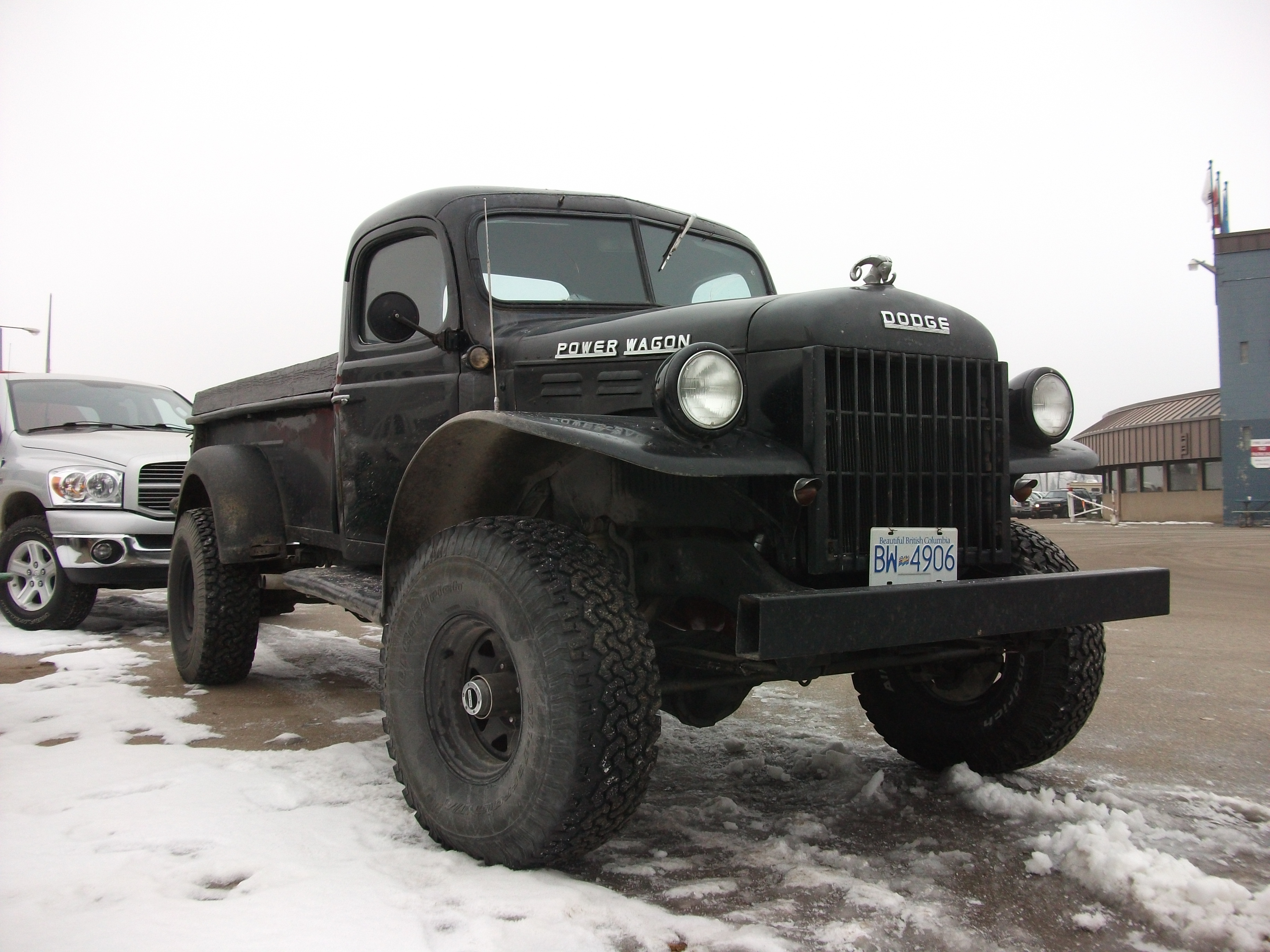
Power Wagon WM-300
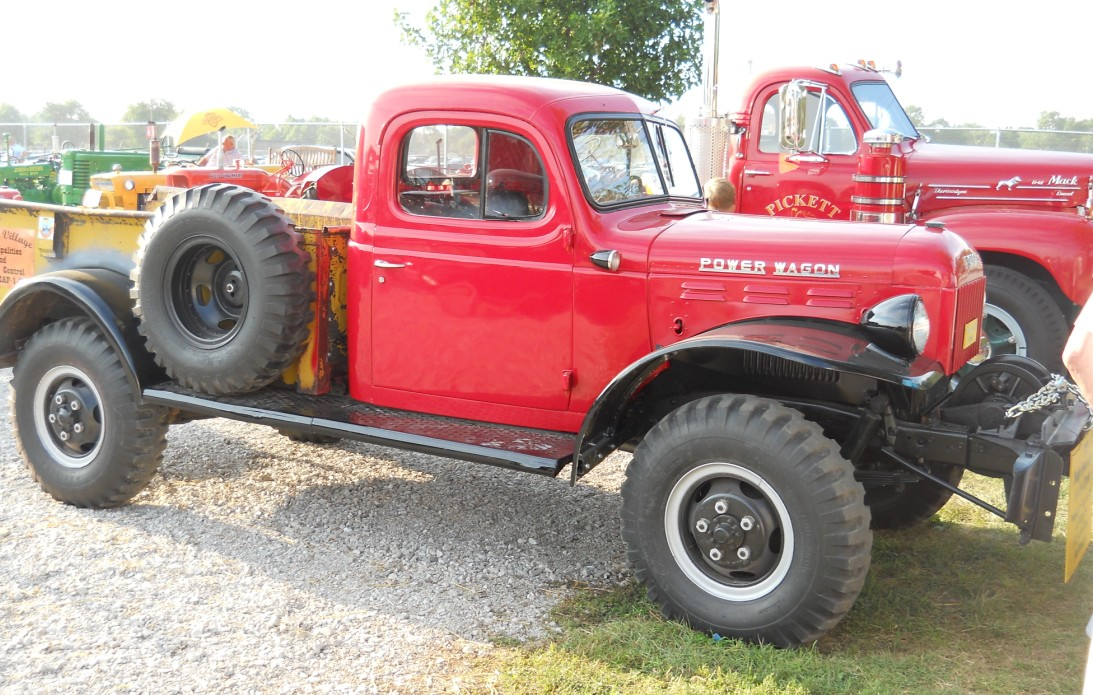
Dodge Power Wagon
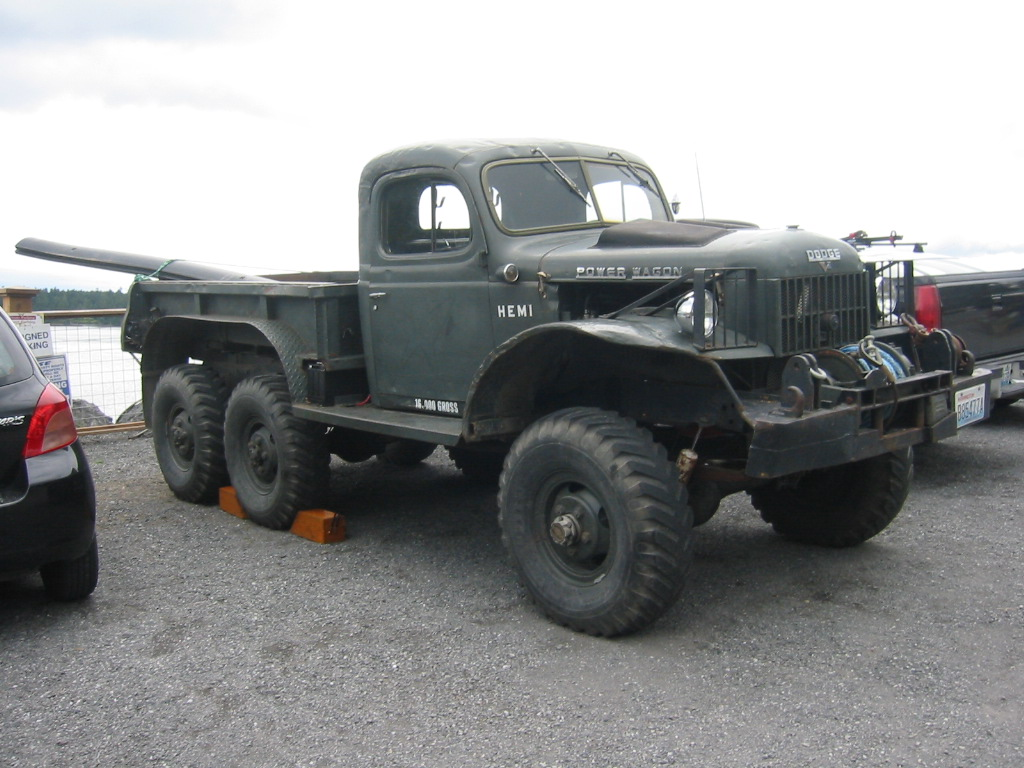
Концепт трёхосной модели
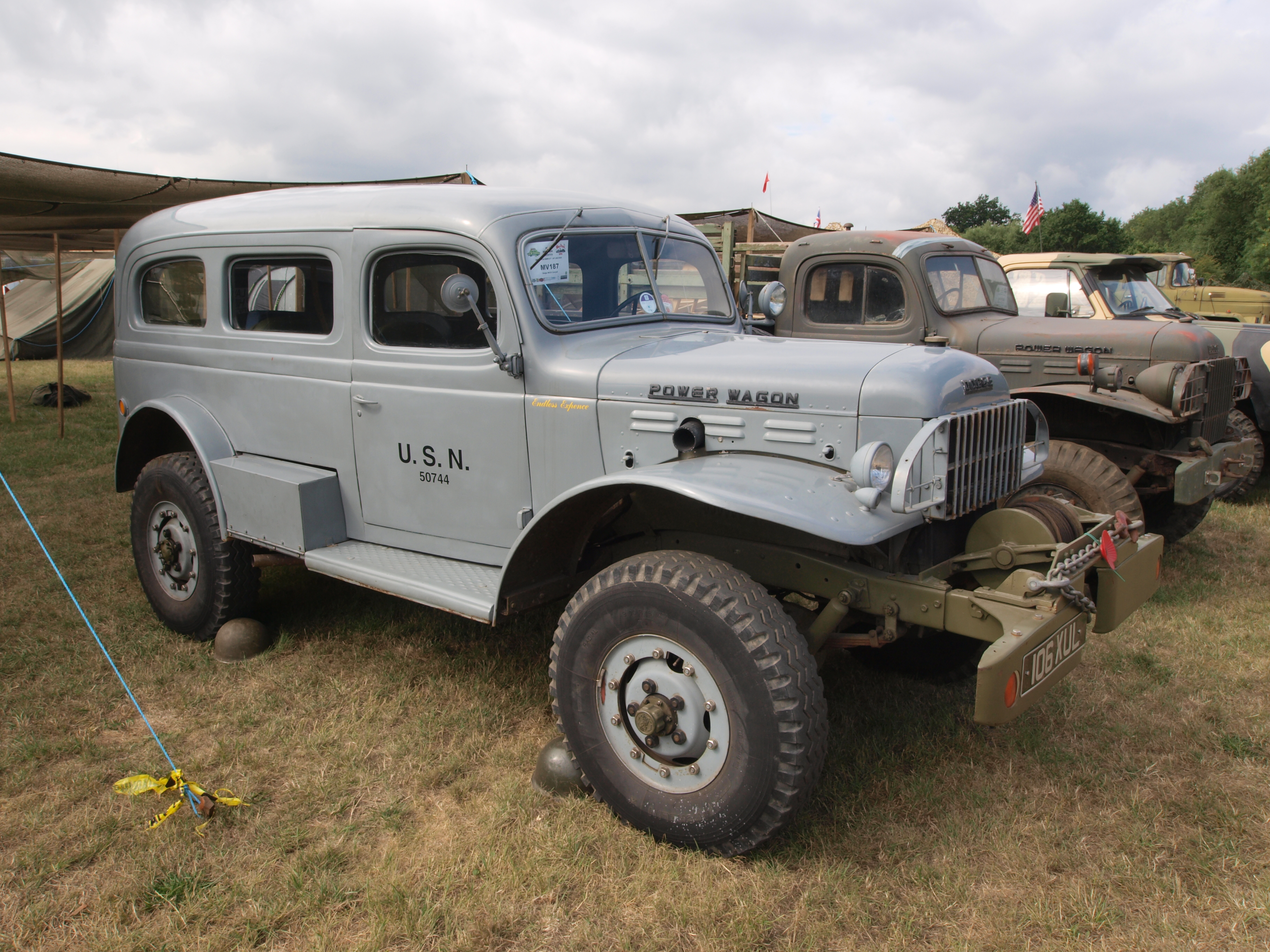
WM-300
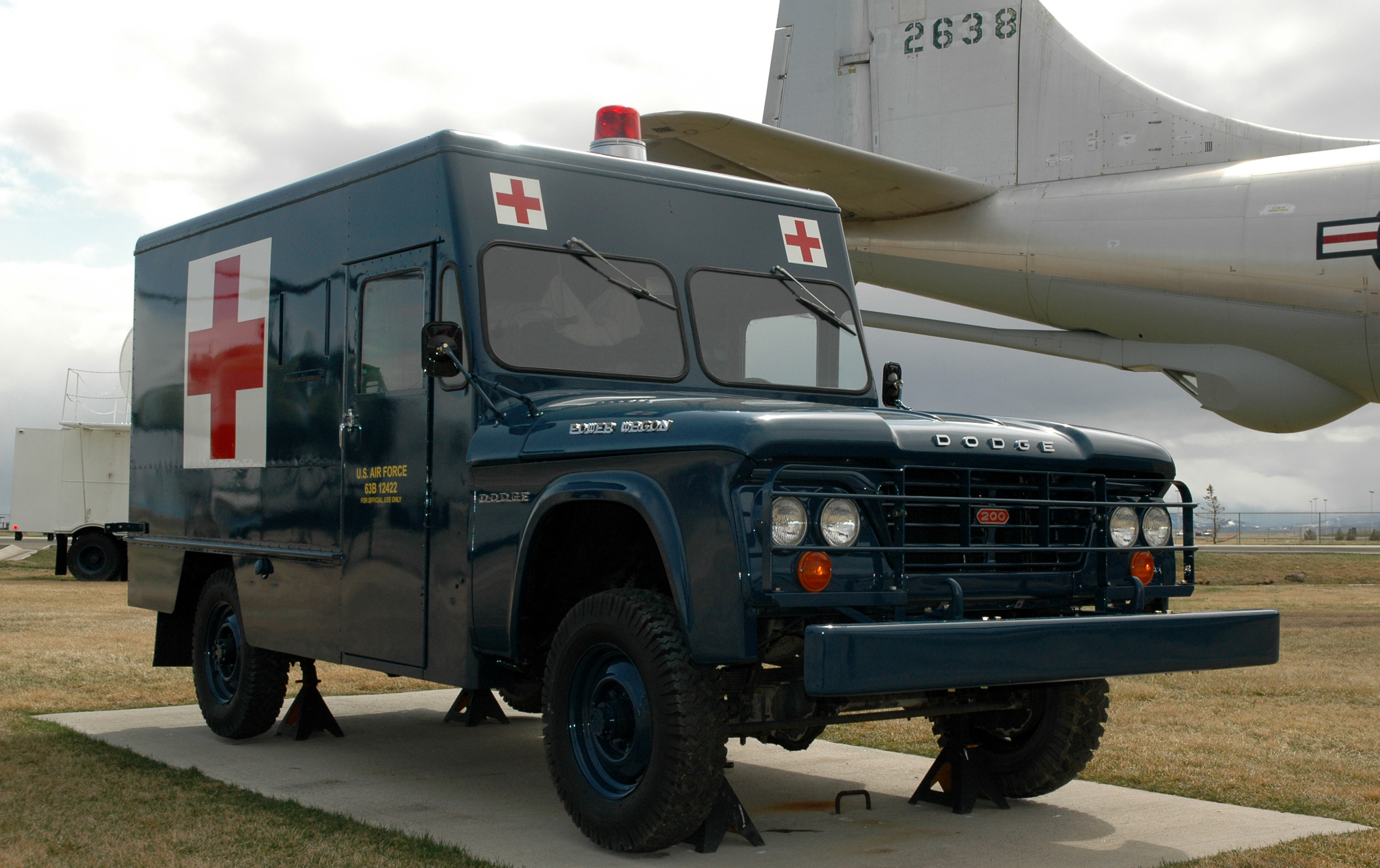
Dodge W200
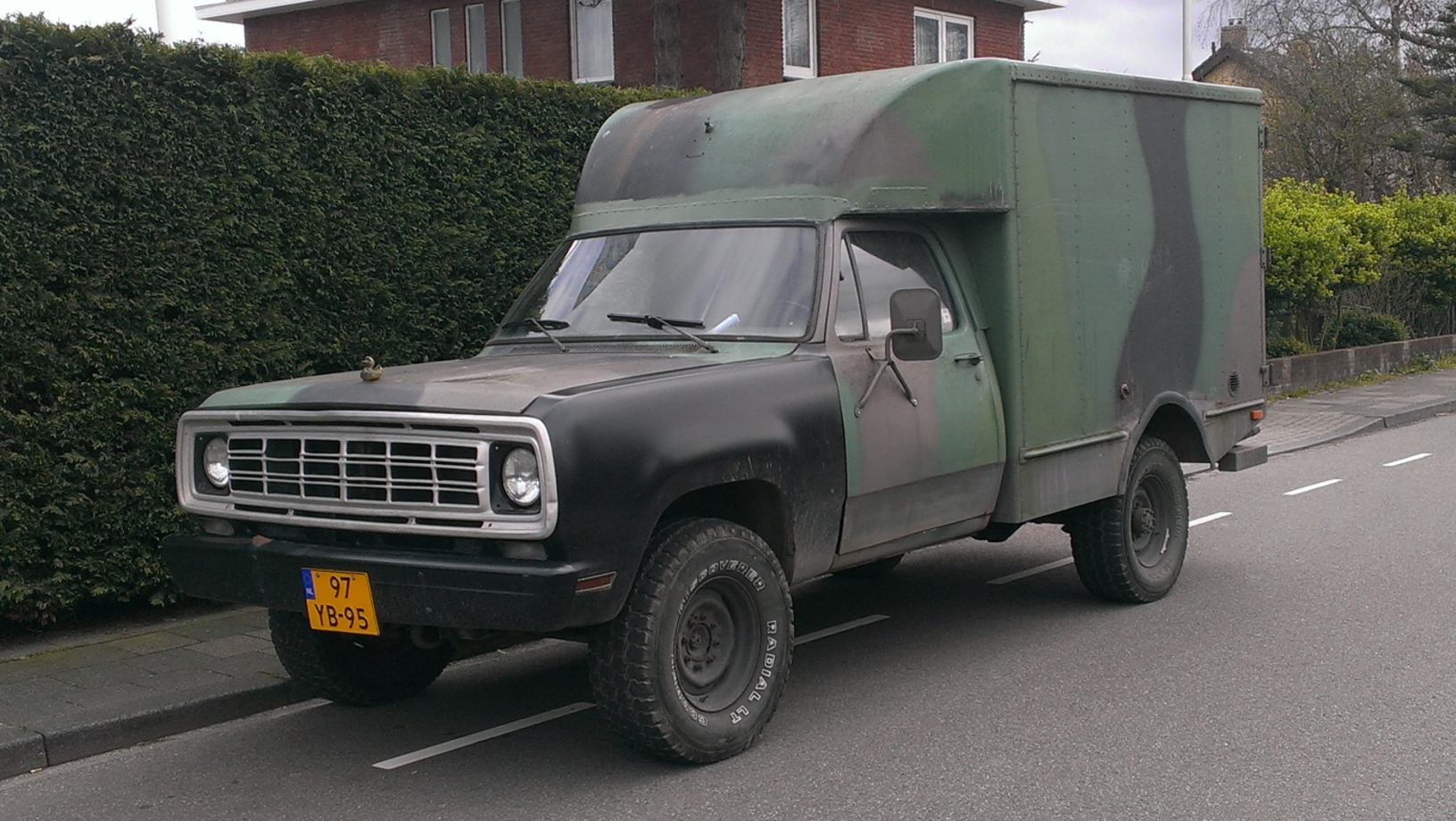
Dodge W200
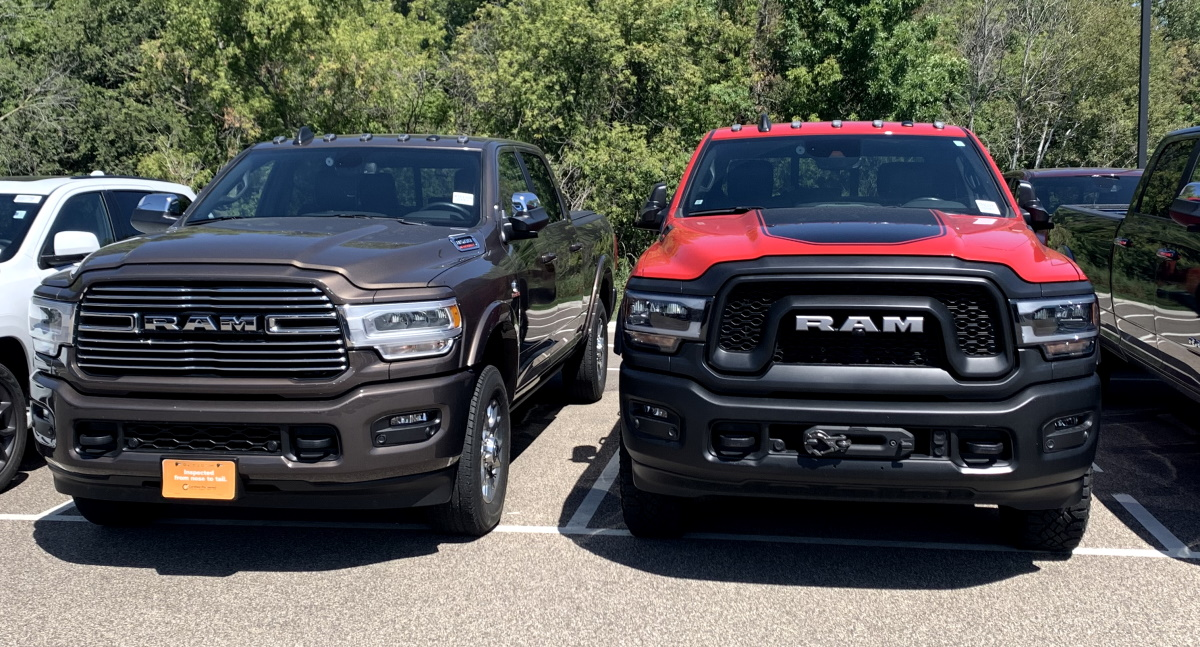
Ram 3500 рядом с Ram 2500 Power Wagon